# Liste der Ministerien des Königreichs Spanien
Die Ministerien des Königreichs Spanien gehören zur Exekutive der Regierung von Spanien. Die Ministerien werden durch die Minister geführt, die alle Mitglieder des Kabinetts sind. Die Ministerien haben ihren Sitz in der spanischen Hauptstadt Madrid.

## Liste
| Name                                                                          | Ressort                                                                 | Gründung | Bild                                                       | Hauptsitz                                                                      |
| ----------------------------------------------------------------------------- | ----------------------------------------------------------------------- | -------- | ---------------------------------------------------------- | ------------------------------------------------------------------------------ |
| Ministerio de Agricultura, Pesca y Alimentación                               | Landwirtschaft, Fischerei und Ernährung                                 | 1933     |                                                            | Palacio de Fomento Paseo de la Infanta Isabel 1 28014 Madrid                   |
| Ministerio de Asuntos Exteriores, Unión Europea y Cooperación                 | Auswärtige Angelegenheiten, Europäische Union und Zusammenarbeit        | 1714     |                                                            | Plaza del Marqués de Salamanca, 8 28006 Madrid                                 |
| Ministerio de Asuntos Exteriores, Unión Europea y Cooperación                 | Auswärtige Angelegenheiten, Europäische Union und Zusammenarbeit        | 1714     | Palacio de Santa Cruz Plaza de la Provincia 1 28012 Madrid |                                                                                |
| Ministerio de Ciencia e Innovación                                            | Wissenschaft und Innovation                                             | 1979     |                                                            | Torre del Complejo Cuzco Paseo de la Castellana 162 28046 Madrid               |
| Ministerio de Cultura y Deporte                                               | Kultur und Sport                                                        | 1977     |                                                            | Casa de las Siete Chimeneas Plaza del Rey 1 28004 Madrid                       |
| Ministerio de Defensa                                                         | Verteidigung                                                            | 1714     |                                                            | Paseo de la Castellana 109 28046 Madrid                                        |
| Ministerio de Asuntos Económicos y Transformación Digital                     | Wirtschaft und digitale Transformation                                  | 1977     |                                                            | Torre del Complejo Cuzco Paseo de la Castellana 162 28046 Madrid               |
| Ministerio de Educación, Formación Profesional y Deportes                     | Bildung, Berufsbildung und Sport                                        | 1900     |                                                            | Calle de Alcalá 34 28014 Madrid                                                |
| Ministerio de Transportes y Movilidad Sostenible                              | Verkehr und nachhaltige Mobilität                                       | 1847     |                                                            | Nuevos Ministerios Paseo de la Castellana 67 28046 Madrid                      |
| Ministerio de Hacienda                                                        | Finanzen                                                                | 1714     |                                                            | Real Casa de la Aduana Calle de Alcalá 5 28014 Madrid                          |
| Ministerio de Industria y Turismo                                             | Industrie und Tourismus                                                 | 1928     |                                                            | Torre del Complejo Cuzco Paseo de la Castellana 160 28046 Madrid               |
| Ministerio del Interior                                                       | Inneres                                                                 | 1812     |                                                            | Palacio de los Condes de Casa Valencia Calle Amador de los Ríos 7 28010 Madrid |
| Ministerio de Justicia                                                        | Justiz                                                                  | 1714     |                                                            | Palacio de la Marquesa de la Sonora Calle de San Bernardo 45 28015 Madrid      |
| Ministerio de Política Territorial                                            | Regionalpolitik                                                         | 1979     |                                                            | Palacio de Villamejor Paseo de la Castellana 3 28071 Madrid                    |
| Ministerio de la Presidencia, Relaciones con las Cortes y Memoria Democrática | Präsidentschaft, Beziehungen zum Parlament und demokratische Erinnerung | 1974     |                                                            | Moncloa-Palast Avenida Puerta de Hierro 28040 Madrid                           |
| Ministerio de Sanidad                                                         | Gesundheit                                                              | 1936     |                                                            | Casa Sindical Paseo del Prado 18 28014 Madrid                                  |
| Ministerio de Trabajo y Economía Social                                       | Arbeit und Sozialwirtschaft                                             | 1920     |                                                            | Nuevos Ministerios Paseo de la Castellana 63 28046 Madrid                      |
| Ministerio para la Transición Ecológica y el Reto Demográfico                 | Ökologischen Wandel und demographische Herausforderungen                | 1996     |                                                            | Nuevos Ministerios Plaza de San Juan de la Cruz 28003 Madrid                   |
| Ministerio de Derechos Sociales y Agenda 2030                                 | Soziale Rechte und die Agenda 2030                                      | 2020     |                                                            | Casa Sindical Paseo del Prado 18 28014 Madrid                                  |
| Ministerio de Inclusión, Seguridad Social y Migraciones                       | Soziale Sicherheit, Inklusion und Migration                             | 2020     |                                                            | Calle José Abascal 39 28003 Madrid                                             |
| Ministerio de Igualdad                                                        | Gleichstellung                                                          | 2008     |                                                            | Calle de Alcalá 37 28014 Madrid                                                |
| Ministerio de Consumo                                                         | Verbraucherschutz                                                       | 2020     |                                                            | Casa Sindical Paseo del Prado 18 28014 Madrid                                  |
| Ministerio de Universidades                                                   | Universitäten                                                           | 2020     |                                                            | Complejo Cuzco Paseo de la Castellana 162 28046 Madrid                         |
| Ministerio de Vivienda y Agenda Urbana                                        | Wohnungs- und Stadtagenda                                               | 1957     |                                                            | Nuevos Ministerios Paseo de la Castellana 67 28046 Madrid                      |

## Ehemalige Ministerien
| Name                   | Ressort          | Bild | Gründung   | Auflösung  | Hauptsitz                           |
| ---------------------- | ---------------- | ---- | ---------- | ---------- | ----------------------------------- |
| Ministerio de Vivienda | Bauen und Wohnen |      | 1957, 2004 | 1977, 2010 | Paseo de la Castellana, 112. Madrid |